# Sojuz TMA-08M
Sojuz TMA-08M – misja statku Sojuz do Międzynarodowej Stacji Kosmicznej. Start nastąpił 28 marca, a lądowanie 11 września 2013 roku.

## Załoga

### Podstawowa
- Pawieł W. Winogradow (3) – dowódca (Rosja)
- Aleksandr A. Misurkin (1) – inżynier pokładowy (Rosja)
- Christopher J. Cassidy (2) – inżynier pokładowy (USA)

### Rezerwowa
- Oleg W. Kotow (3) – dowódca (Rosja)
- Siergiej Riazanskij (1) – inżynier pokładowy (Rosja)
- Michael Hopkins (1) – inżynier pokładowy (USA)

## Galeria

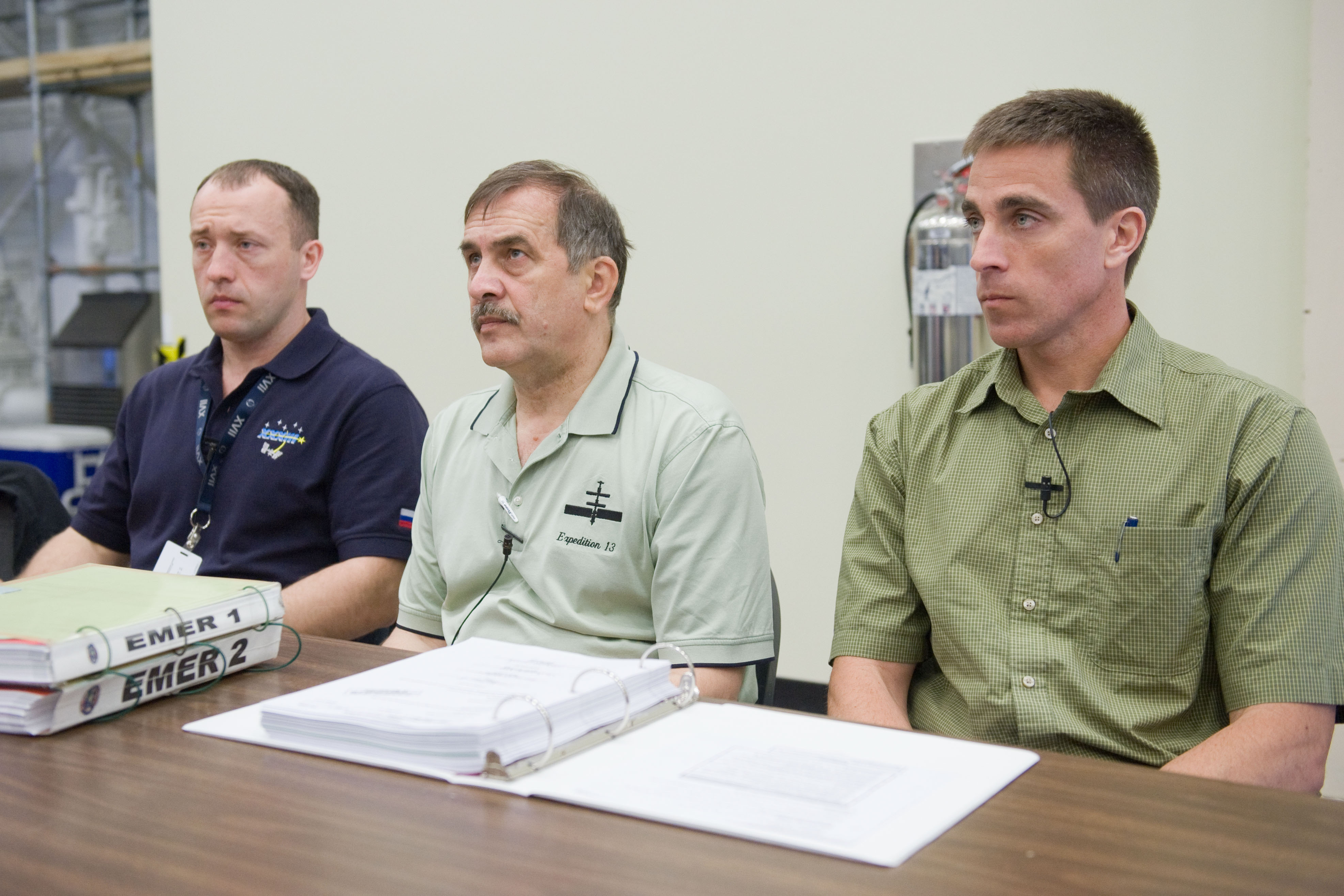
Podczas przygotowań do lotu
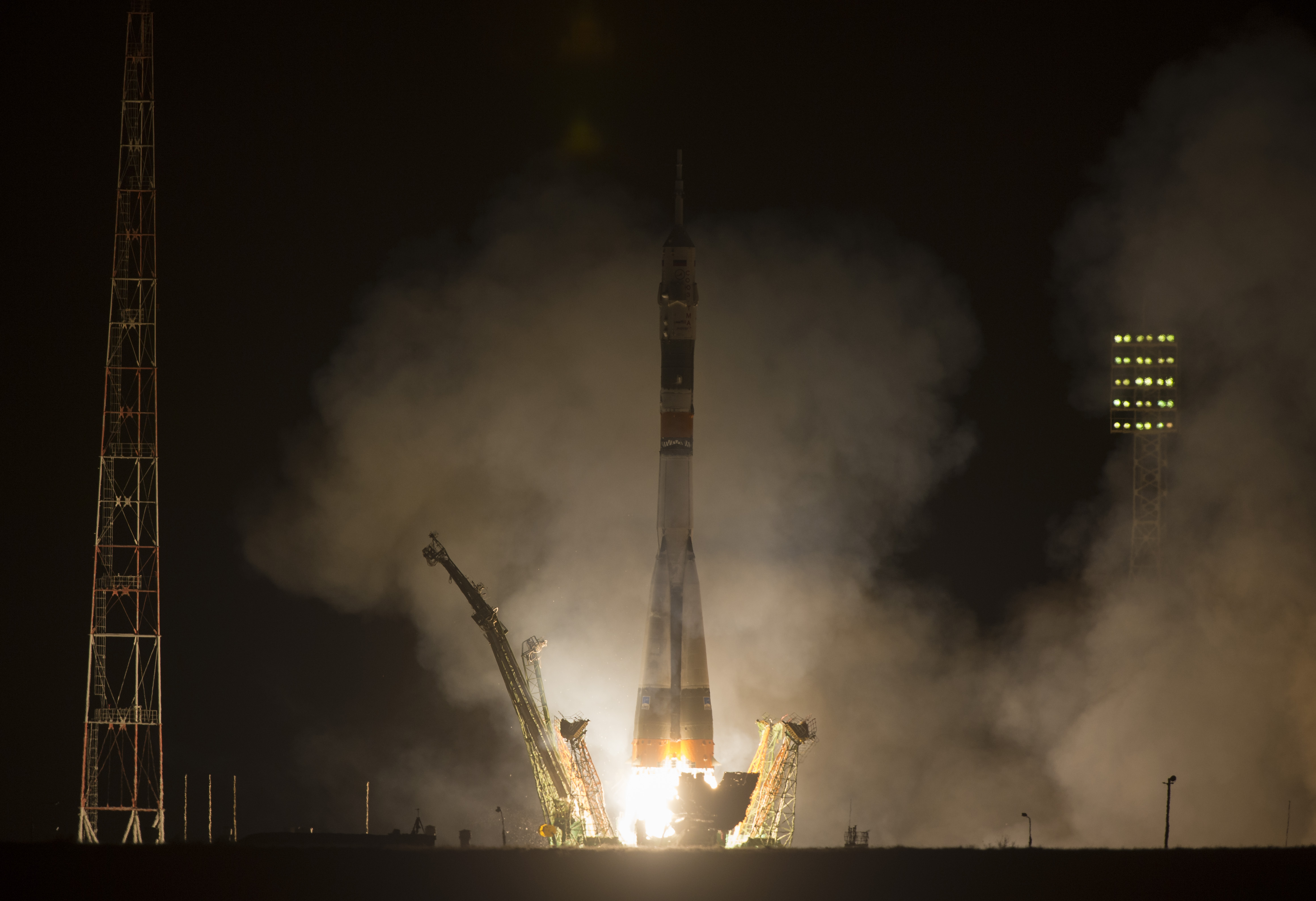
Start z kosmodromu Bajkonur (28 marca 2013)
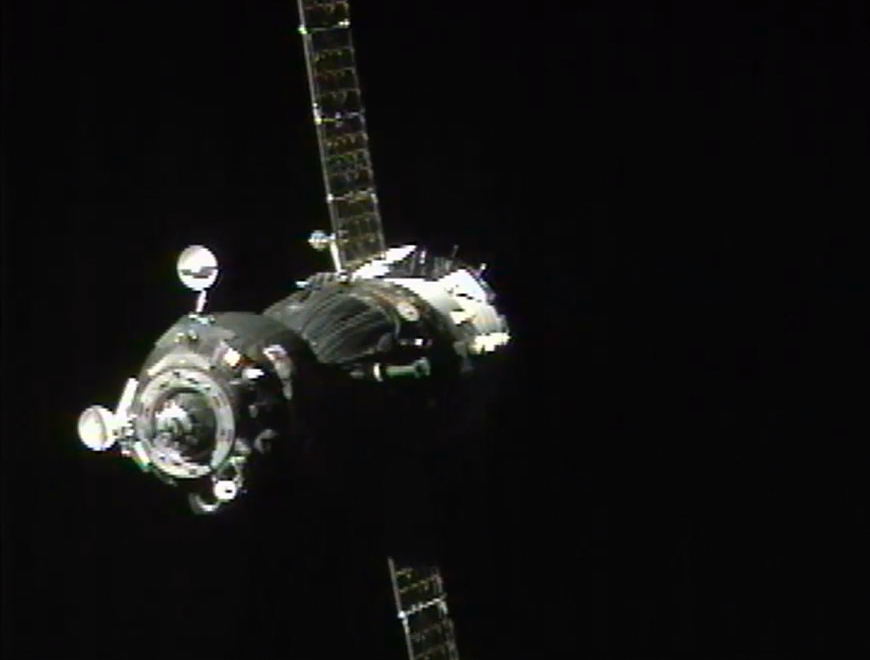
Podczas zbliżania się do ISS (29 marca 2013)
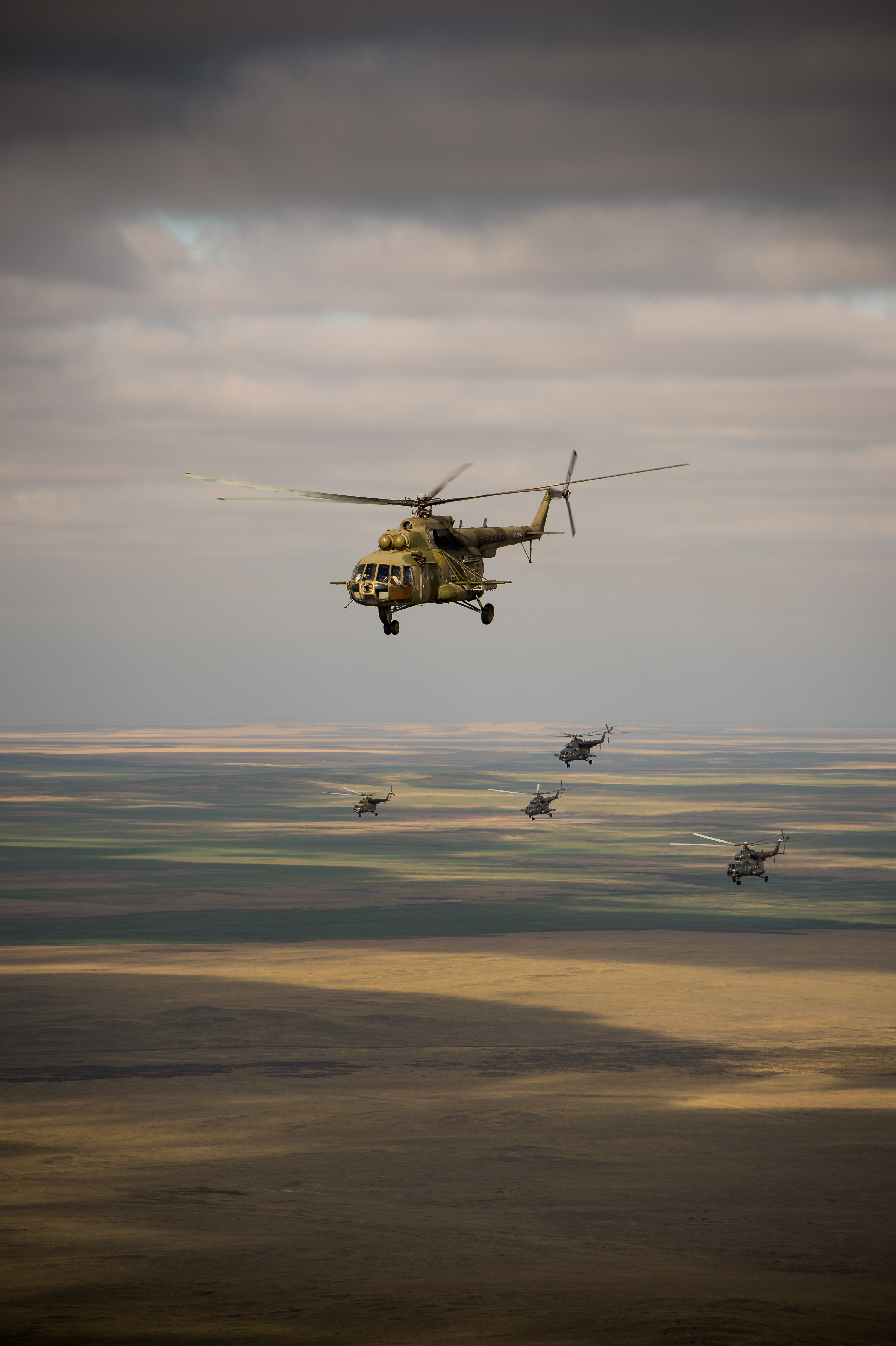
Helikoptery poszukujące załogę po lądowaniu (11 września 2013)
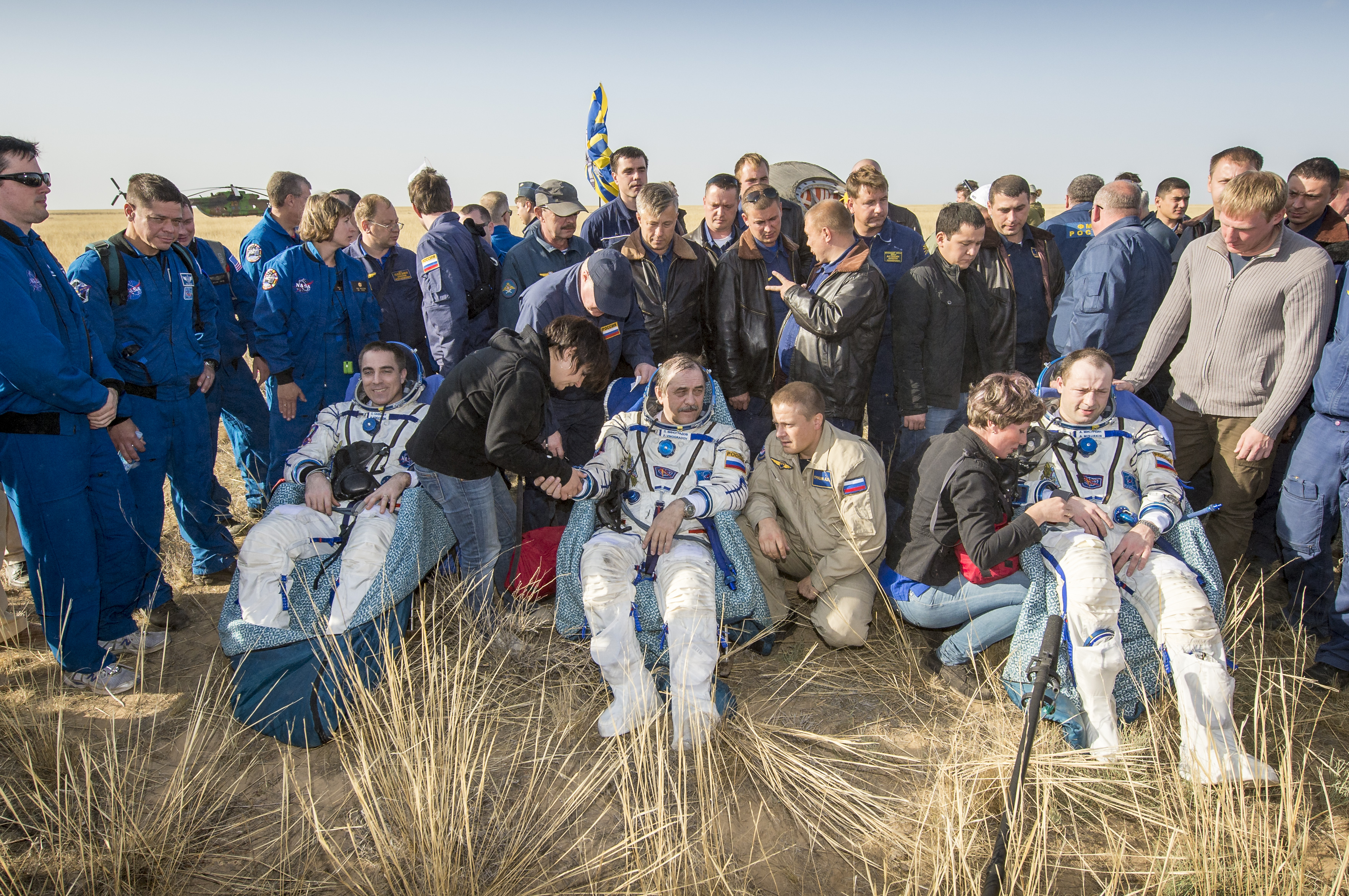
Po wylądowaniu